# Riccardo Cervi
Riccardo Cervi (Reggio Emilia, Emilia-Romaña, 19 de junio de 1991) es un exjugador de baloncesto italiano que disputó once temporadas como profesional. Con 2,16 metros de estatura, jugaba en la posición de pívot.

## Trayectoria deportiva

### Primeros años
Comenzó a jugar en el modesto Basket 2000 Scandiano, hasta que en el verano de 2000 hizo una prueba con el Pallacanestro Reggiana y acabó haciéndose con un puesto en el equipo.
Cervi fue cedido temporalmente al Stella Azzurra Roma para disputar el Nike International Junior Tournament, donde jugó tres partidos en los que promedió 8,3 puntos y 6,3 rebotes.

### Profesional
Firmó su primer contrato profesional con Pallacanestro Reggiana en noviembre de 2010 por cinco temporadas. Compaginó la temporada entre el equipo junior y el primer equipo, con el que disputó 10 partidos en Legadue, promediando 2,4 puntos y 3,4 rebotes por encuentro.
Jugó cuatro temporadas más, siendo la más destacada la 2014-15, en la que promedió 5,9 puntos y 4,1 rebotes por partido. En julio de 2015 firmó por dos temporadas con el EA7 Emporio Armani Milano, pero unos pocos días más tarde utilizaron una cláusula de su contrato para rescindir el mismo sin llegar a debutar. Días más tarde firmó con el Sidigas Avellino, donde jugó una temporada, la mejor hasta ese momento, en la que promedió 9,0 puntos, 5,0 rebotes y 1,3 tapones por partido, colocándose en este último apartado entre los mejores de la liga.
En junio de 2016 se anuncia que deja el Avellino para regresar al Grissin Bon Reggio Emilia.

### Selección nacional
Cervi jugó con la selección italiana el Europeo sub-20 de Bilbao, en 2011, en el que consiguieron la medalla de plata. En nueve partidos promedió 4,2 puntos y 2,1 rebotes.
Debutó con la selección absoluta en julio de 2014, en un partido ante la selección alemana. Formó parte del equipo que disputó la calificación para el EuroBasket 2015, donde promedió 3,8 puntos y 3,5 rebotes, aunque finalmente no pasó el corte para disputar la fase final del campeonato.